# Renzo Benavides
Renzo Benavides Reyna (San Vicente de Cañete, 12 de julio de 1981) es un exfutbolista y entrenador peruano que jugaba de delantero. Tiene 43 años. Actualmente dirige a Alianza Pisco que participa en la Copa Perú.

## Trayectoria
Tuvo sus inicios en Alianza Lima, equipo con el que debutó en el 2000. Luego jugó por equipos de Segunda División y Copa Perú. Esta última competición la ganó con el Sport Ancash en el 2004, lo que significó el ascenso su equipo a Primera División y el regreso de Benavides a la máxima categoría.
Luego de buenas temporadas en el cuadro huarazino, en el 2007 volvió a Alianza Lima, equipo donde fue muy criticado. Su bajo rendimiento hizo que sea cedido al Atlético Minero a mediados del 2008. Con el cuadro naranja metió varios goles, los cuales fueron insuficientes para que su equipo mantenga la categoría.
Al año siguiente fue fichado por el Inti Gas, club que jugaría por primera vez en Primera División.
En 2013 vuelve a jugar en primera división y lo hace con Universidad Técnica de Cajamarca pero es retirado del plantel en el mes de abril.
Firmaría después por el Sport Ancash con el que desciende en la Segunda División 2013.
El 2014 fue subcampeón con el Deportivo Coopsol en la Segunda División Peruana. En el 2017 firma por una temporada por el Deportivo Hualgayoc.

## Clubes
| Club                        | País   | Año       | PJ (GF)                            |
| --------------------------- | ------ | --------- | ---------------------------------- |
| Alianza Lima                | Perú   | 2000      | ? (2)                              |
| Atlas                       | México | 2001      | Equipo juvenil                     |
| Bella Esperanza             | Perú   | 2001      | ? (6)                              |
| Alcides Vigo                | Perú   | 2002      | ? (10)                             |
| Club Defensor Villa del Mar | Perú   | 2003      | ? (0)                              |
| Sport Ancash                | Perú   | 2004-2006 | 2004: Copa Perú 2005-2006: 80 (14) |
| Alianza Lima                | Perú   | 2007-2008 | 44 (5)                             |
| Atlético Minero             | Perú   | 2008      | 24 (5)                             |
| Inti Gas                    | Perú   | 2009      | 35 (10)                            |
| Cienciano                   | Perú   | 2010      | 10 (2)                             |
| Inti Gas                    | Perú   | 2010      | 8 (4)                              |
| Sport Boys                  | Perú   | 2011      | 7 (1)                              |
| Alianza Atlético            | Perú   | 2011      | 11 (0)                             |
| Univ. Técnica de Cajamarca  | Perú   | 2012-2013 | 2012: Copa Perú 2013: 7 (0)        |
| Sport Ancash                | Perú   | 2013      | 12 (4)                             |
| Deportivo Coopsol           | Perú   | 2014-2016 | 66 (25)                            |
| Deportivo Hualgayoc         | Perú   | 2017      | 12 (8)                             |
| Comerciantes Unidos         | Perú   | 2017      | 12 (4)                             |
| Cultural Santa Rosa         | Perú   | 2018      | 24 (7)                             |

## Palmarés
| Título    | Club                       | País | Año  |
| --------- | -------------------------- | ---- | ---- |
| Copa Perú | Sport Ancash               | Perú | 2004 |
| Copa Perú | Univ. Técnica de Cajamarca | Perú | 2012 |

### Distinciones individuales
| Distinción                                                                             | Año  |
| -------------------------------------------------------------------------------------- | ---- |
| Incluido en el equipo ideal de la Copa Perú según el portal periodístico DeChalaca.com | 2012 |